# Hunting Mowgli
Hunting Mowgli è un romanzo di avventura del 2001 scritto da Maxim Antinori. Ha come protagonisti Mowgli e gli altri personaggi dei racconti de Il libro della giungla e Il secondo libro della giungla di Rudyard Kipling.

## Sinossi
Un cacciatore (umano) dà la caccia a Mowgli, il cucciolo d'uomo che vive nella giungla con gli animali. Bagheera, la pantera amica di Mowgli, vuole uccidere l'uomo, ma Mowgli vuole prima provare a ragionare con lui.